# Modellfullständig
Inom modellteori sägs en teori T vara modellfullständig om varje modell är existentiellt sluten. 
Exempel:
1. Teorin för algebraiskt slutna kroppar är modellfullständig.
2. Teorin för täta linjära ordningar utan ändpunkter är modellfullständig.
3. Teorin för slumpgrafen är modellfullständig.
4. Teorin för differentiellt slutna kroppar är modellfullständig.

Givet en teori T, är man ofta intresserad av huruvida den har en modellkomplettering och en modellkompis.